# 常恩
常恩（？—？），漢軍鑲黃旗人，清朝地方官。
常恩曾于1829年接替德宣任南汇县知县一职，同年由贺崇禧接任，1843年接替劉坦任华亭县知县一职，1845年由高德明接任。